# Gouvernement Santer-Poos I
Grand-Duché de Luxembourg
Gouvernement Werner-Thorn-Flesch Gouvernement Santer-Poos II
Le gouvernement Santer-Poos I (luxembourgeois : Regierung Santer-Poos I), est le gouvernement du Luxembourg en fonction du 20 juillet 1984 au 14 juillet 1989.

## Les élections
Lors des élections législatives du 17 juin 1984, le nombre des députés à élire passe de 59 à 64. Le DP perd un siège par rapport aux élections de 1979, alors que le CSV gagne un siège, même si du point de vue du pourcentage des votes, il subit une légère perte. Le LSAP sort vainqueur incontesté du scrutin. À la nouvelle Chambre, il totalise 21 mandats. Ce succès s’explique notamment par la reconstitution de l’unité de la famille socialiste après une décennie de dissidences. Par ailleurs, les socialistes avaient fait campagne contre la politique de rigueur du gouvernement précédent. Aux élections de 1984 se présente pour la première fois un parti écologique, le Parti vert alternatif (GAP), qui obtient deux mandats. Pierre Werner se retirant de la vie politique active, Jacques Santer est chargé de la formation d’un nouveau gouvernement. CSV et LSAP constitueront une coalition qui réussira à traverser trois législatures consécutives. De légers remaniements ont lieu au cours du premier mandat. Par arrêté grand-ducal du 15 juillet 1988, le Département de la santé est attribué à Jacques F. Poos, qui accorde la délégation de compétence à Johny Lahure. À la même date, délégation de signature est donnée à Robert Goebbels pour les affaires relevant du Département de l’économie.

## Composition

### Initiale (20 juillet 1984)
| Portefeuille | Titulaire | Titulaire           | Parti |
| --- | --------- | ------------------- | ----- |
| Président du gouvernement Ministre d'État Ministre des Finances |           | Jacques Santer      | CSV   |
| Vice-Président du gouvernement Ministre des Affaires étrangères, du Commerce extérieur et de la Coopération Ministre de l'Économie et des Classes moyennes Ministre du Trésor |           | Jacques F. Poos     | LSAP  |
| Ministre de la Santé Ministre de la Sécurité sociale |           | Benny Berg          | LSAP  |
| Ministre de la Justice Ministre des Affaires culturelles Ministre de l'Environnement                                                                                          |           | Robert Krieps       | LSAP  |
| Ministre de l'Éducation nationale et de la Jeunesse Ministre du Tourisme |           | Fernand Boden       | CSV   |
| Ministre de l'Intérieur Ministre de la Famille, du Logement social et de la Solidarité sociale                                                                                |           | Jean Spautz         | CSV   |
| Ministre du Travail Ministre délégué au Département des finances, chargé du Budget                                                                                            |           | Jean-Claude Juncker | CSV   |
| Ministre des Transports Ministre des Travaux publics Ministre de l'Énergie |           | Marcel Schlechter   | LSAP  |
| Ministre de l'Agriculture et de la Viticulture Ministre de la Force publique Ministre de la Fonction publique Ministre de l'Éducation physique et des Sports                  |           | Marc Fischbach      | CSV   |
| Secrétaire d'État à l'Économie |           | Johny Lahure        | LSAP  |
| Secrétaire d'État à l'Agriculture et à la Viticulture |           | René Steichen       | CSV   |
| Secrétaire d'État aux Affaires étrangères, au Commerce extérieur et à la Coopération Secrétaire d'État aux Classes moyennes                                                   |           | Robert Goebbels     | LSAP  |

### Remaniement du 15 juillet 1988
- Les nouveaux ministres sont indiqués en gras, ceux ayant changé d'attributions en italique.

| Portefeuille | Titulaire | Titulaire           | Parti |
| --- | --------- | ------------------- | ----- |
| Président du gouvernement Ministre d'État Ministre des Finances |           | Jacques Santer      | CSV   |
| Vice-Président du gouvernement Ministre des Affaires étrangères, du Commerce extérieur et de la Coopération Ministre de l'Économie et des Classes moyennes Ministre du Trésor Ministre de la Santé |           | Jacques F. Poos     | LSAP  |
| Ministre de la Sécurité sociale |           | Benny Berg          | LSAP  |
| Ministre de la Justice Ministre des Affaires culturelles Ministre de l'Environnement |           | Robert Krieps       | LSAP  |
| Ministre de l'Éducation nationale et de la Jeunesse Ministre du Tourisme |           | Fernand Boden       | CSV   |
| Ministre de l'Intérieur Ministre de la Famille, du Logement social et de la Solidarité sociale |           | Jean Spautz         | CSV   |
| Ministre du Travail Ministre délégué au Département des finances, chargé du Budget |           | Jean-Claude Juncker | CSV   |
| Ministre des Transports Ministre des Travaux publics Ministre de l'Énergie |           | Marcel Schlechter   | LSAP  |
| Ministre de l'Agriculture et de la Viticulture Ministre de la Force publique Ministre de la Fonction publique Ministre de l'Éducation physique et des Sports                                       |           | Marc Fischbach      | CSV   |
| Secrétaire d'État à l'Économie Secrétaire d'État à la Santé |           | Johny Lahure        | LSAP  |
| Secrétaire d'État à l'Agriculture et à la Viticulture |           | René Steichen       | CSV   |
| Secrétaire d'État aux Affaires étrangères, au Commerce extérieur et à la Coopération Secrétaire d'État à l'Économie et aux Classes moyennes                                                        |           | Robert Goebbels     | LSAP  |

## La politique extérieure
Sous le gouvernement Santer/Poos, le Luxembourg participe activement à la relance de la construction européenne, tout en veillant à la sauvegarde de ses intérêts vitaux. À partir du 1er juillet 1985 et pendant six mois, le Grand-Duché exerce la présidence de la Communauté européenne. Durant cette période, des décisions importantes sont prises pour dynamiser le processus d’intégration européenne. Au Conseil européen de Milan, les 28 et 29 juin 1985, sont jetées les bases du futur Acte unique européen qui supprimera les
frontières intérieures entre les pays membres de la CE et introduira la libre circulation des marchandises, des capitaux et des services.
À côté de l’Europe, les pays en voie de développement deviennent une cible importante de la politique étrangère du Luxembourg. Dès 1984, le secrétaire d’État au Commerce extérieur et à la Coopération, Robert Goebbels, présente trois projets de loi qui organisent de façon cohérente l’aide luxembourgeoise au développement, créent le Fonds de la coopération au développement, règlent les subventions étatiques aux organisations non gouvernementales luxembourgeoises et introduisent de nouvelles dispositions fiscales pour encourager la philanthropie.

## La politique économique
La crise structurelle dans la sidérurgie reste un problème majeur de la politique économique du gouvernement, même si on peut constater une certaine détente. Une évolution générale plus positive amène le gouvernement à atténuer quelque peu la politique de rigueur menée depuis le début de la crise. Les lois du 24 décembre 1984 et du 30 juin 1986 élargissent à nouveau le système d’indexation automatique des salaires et des traitements.
Le gouvernement Santer/Poos poursuit la politique dite des niches entamée par ses prédécesseurs. Le ralentissement de l’industrie sidérurgique est compensé par la promotion de nouvelles branches économiques. L’environnement juridique mis en place par les pouvoirs publics favorise notamment le développement du secteur des finances et de celui des médias. En 1985, la SES est créée sur base d’une concession accordée par l’État luxembourgeois. Le gouvernement accorde à la SES une garantie de l’État afin de permettre le financement du système de satellites Astra. Après avoir pris pied dans le domaine de la diffusion télévisuelle par satellites, les autorités luxembourgeoises essaient de soutenir la production audiovisuelle. La loi du 13 décembre 1988 introduit les certificats d’investissement audiovisuel qui offrent à leurs détenteurs des abattements fiscaux considérables. Au cours de la même année, le gouvernement adapte la législation existante à une directive européenne de 1985 concernant le régime juridique des organismes de placement collectif en valeurs mobilières. Cette adaptation donne une nouvelle impulsion au secteur des fonds d’investissement.

## La politique sociale
Sur le plan social, le gouvernement poursuit une politique qui vise le renforcement de la solidarité nationale. Il procède notamment au relèvement des allocations familiales et à l’ajustement des pensions. Une nouveauté importante sera l’introduction d’un revenu minimum garanti.